# Чемпионат мира по плаванию в ластах 2004
12-й чемпионат мира по плаванию в ластах проводился в китайском городе Шанхай с 24 по 31 октября 2004 года.

## Распределение наград
*   Страна-организатор 
| Место | Страна           | Золото | Серебро | Бронза | Всего |
| ----- | ---------------- | ------ | ------- | ------ | ----- |
| 1     | Китай*           | 12     | 7       | 4      | 23    |
| 2     | Россия           | 10     | 11      | 7      | 28    |
| 3     | Венгрия          | 2      | 1       | 2      | 5     |
| 4     | Республика Корея | 0      | 3       | 2      | 5     |
| 5     | Греция           | 0      | 1       | 2      | 3     |
| 6     | Италия           | 0      | 1       | 1      | 2     |
| 7     | Украина          | 0      | 0       | 4      | 4     |
| 8     | Германия         | 0      | 0       | 1      | 1     |
| 8     | Эстония          | 0      | 0       | 1      | 1     |
| Всего | Всего            | 24     | 24      | 24     | 72    |

## Призёры

### Мужчины
| Дисциплина                | Золото                                                                          | Золото      | Серебро                                                                   | Серебро  | Бронза                                                                               | Бронза   |
| ------------------------- | ------------------------------------------------------------------------------- | ----------- | ------------------------------------------------------------------------- | -------- | ------------------------------------------------------------------------------------ | -------- |
| 50 м ныряние              | Евгений Скорженко · Россия                                                      | 14.18 WR    | Михаэль Попадопулас · Греция                                              | 14.66    | Ли И · Китай                                                                         | 14.81    |
| 50 м в ластах             | Евгений Скорженко · Россия                                                      | 15.68 WR    | Юань Хайфэн · Китай                                                       | 16.21    | Александр Карманов · Россия                                                          | 16.58    |
| 100 м в ластах            | Юань Хайфэн · Китай                                                             | 35.71       | Андрей Бураков · Россия                                                   | 35.90    | Александр Панютин · Россия                                                           | 36.85    |
| 200 м в ластах            | Николай Резников · Россия                                                       | 01:23.21 WR | Павел Кабанов · Россия                                                    | 1:24.27  | Энрико Шульц · Германия                                                              | 01:24.73 |
| 400 м в ластах            | Гергей Юхос · Венгрия                                                           | 03:03.52    | Николай Резников · Россия                                                 | 03:03.61 | Иоанис Цурунакис · Греция                                                            | 03:03.94 |
| 800 м в ластах            | Гергей Юхос · Венгрия                                                           | 06:25.61 WR | Николай Резников · Россия                                                 | 06:25.84 | Петер Винклер · Венгрия                                                              | 06:27.13 |
| 1500 м в ластах           | Николай Резников · Россия                                                       | 12:29.59 WR | Петер Винклер · Венгрия                                                   | 12:34.23 | Стефано Фиджини · Италия                                                             | 12:38.42 |
| 100 м с аквалангом        | Евгений Скорженко · Россия                                                      | 32.40       | Ли Ю · Китай                                                              | 33.96    | Игорь Сорока · Украина                                                               | 34.32    |
| 400 м с аквалангом        | Игорь Сапрыкин · Россия                                                         | 2:47.41     | Сергей Черевко · Россия                                                   | 2:49.35  | Чэнь Бинь · Китай                                                                    | 2:49.76  |
| 800 м с аквалангом        | Сергей Черевко · Россия                                                         | 5:53.49 WR  | Игорь Сапрыкин · Россия                                                   | 5:54.79  | Чэнь Бинь · Китай                                                                    | 6:01.51  |
| Эстафета 4х100 м в ластах | Андрей Бураков · Сергей Ахапов · Александр Панютин · Евгений Скорженко · Россия | 2:24.42 WR  | Ли И · Мяо Цзи · Чэнь Бинь · Юань Хайфэн · Китай                          | 2:26.48  | Виктор Панев · Дмитрий Сидоренко · Дмитрий Артемчук · Игорь Сорока · Украина         | 2:29.34  |
| Эстафета 4х200 м в ластах | Павел Кабанов · Сергей Баев · Михаил Черевко · Николай Резников · Россия        | 5:36.96 WR  | Андреа Нава · Лоренцо Минисола · Рикардо Галли · Стефано Фиджини · Италия | 5:39.27  | Иоаннис Цурунакис · Афанасиос Гугос · Михаил Пападопулос · Димитриос Томаис · Греция | 5:45.77  |

### Женщины
| Дисциплина         | Золото                                                                              | Золото     | Серебро                                                                                  | Серебро     | Бронза                                                                | Бронза   |
| ------------------ | ----------------------------------------------------------------------------------- | ---------- | ---------------------------------------------------------------------------------------- | ----------- | --------------------------------------------------------------------- | -------- |
| 50 м в ластах      | Ян Юйчжун · Китай                                                                   | 17.77      | Светлана Дедюх · Россия                                                                  | 18.59 73 ER | Анастасия Глухих · Россия                                             | 18.60    |
| 100 м в ластах     | Чжу Баочжэн · Китай                                                                 | 39.73 WR   | Лю Ци · Китай                                                                            | 40.77       | Светлана Дедюх · Россия                                               | 40.94    |
| 200 м в ластах     | Лю Ци · Китай                                                                       | 1:32.24    | Василиса Кравчук · Россия                                                                | 1:33.09 ER  | Чжун Чжэся · Китай                                                    | 1:34.01  |
| 400 м в ластах     | Чэнь Сяопин · Китай                                                                 | 3:17.78 WR | Екатерина Политько · Россия                                                              | 3:21.08 ER  | Ольга Шляховская · Украина                                            | 3:24.41  |
| 800 м в ластах     | Чэнь Сяопин · Китай                                                                 | 6:57.82 WR | Екатерина Политько · Россия                                                              | 7:01.22 ER  | Ольга Шляховская · Украина                                            | 7:02.00  |
| 1500 м в ластах    | Дун Цзие · Китай                                                                    | 13:32.20   | Хуан Цзиньцзинь · Китай                                                                  | 13:41.61    | Дороти Оксай · Венгрия                                                | 13:57.07 |
| 50 м ныряние       | Чжу Баочжэн · Китай                                                                 | 16.06 WR   | Пэ Сохён · Республика Корея                                                              | 17.37       | Галия Саттарова · Эстония                                             | 16.85    |
| 100 м с аквалангом | Цзи Баоцзэн · Китай                                                                 | 35.21 WR   | Пэ Сохён · Республика Корея                                                              | 37.77       | Анастасия Глухих · Россия                                             | 37.91    |
| 400 м с аквалангом | Цзи Баоцзэн · Китай                                                                 | 3:00.01 WR | Пэ Сохён · Республика Корея                                                              | 3:04.22     | Валентина Артемьева · Россия                                          | 3:07.03  |
| 800 м с аквалангом | Хуан Цзиньцзинь · Китай                                                             | 6:32.99    | Чэнь Цыуян · Китай                                                                       | 6:38.58     | Ольга Талдонова · Россия                                              | 6:46.40  |
| Эстафета 4х100 м   | Василиса Кравчук · Анастасия Глухих · Валентина Артемьева · Светлана Дедюх · Россия | 2:44.02 WR | Чжу Баочжэн · Ванг Ян · Янь Юйчжун · Лю Ци · Китай                                       | 2:44.51     | Пэ Сохён · Йон Ах Рам · Ким Хён Джин · Хонг Хю Сун · Республика Корея | 2:52.72  |
| Эстафета 4х200 м   | У Сяохуэй · Ли Шаочжень · Чен Чао · Лю Ци · Китай                                   | 6:13.52 WR | Валентина Артемьева · Екатерина Политько · Светлана Сорокина · Василиса Кравчук · Россия | 6:13.53 ER  | Пэ Сохён · Хонг Хю Сун · Сун Хи Кюнг · Йон Ах Рам · Республика Корея  | 6:24.73  |